# Nagy meztelencsiga
A nagy meztelencsiga (Limax maximus) a tarajos meztelencsigák (Limacidae) családjának egyik legnagyobb termetű tagja. Egy felnőtt példány hosszúsága 10–20 cm körüli. Színe jellemzően világosszürke vagy szürkésbarna sötétebb foltokkal, melyeknek mintázata meglehetősen változatos.
Párzása különleges, mivel a csigapár egy faágról vagy más helyről lógva viszi végbe.
Jóllehet Európában honos, a világ számos részén elterjedt.Főleg éjszaka és nedves időben aktív.
Tápláléka friss és korhadt növényi részek, gombák.

## Fordítás
- Ez a szócikk részben vagy egészben a Limax maximus című angol Wikipédia-szócikk ezen változatának fordításán alapul.  Az eredeti cikk szerkesztőit annak laptörténete sorolja fel. Ez a jelzés csupán a megfogalmazás eredetét és a szerzői jogokat jelzi, nem szolgál a cikkben szereplő információk forrásmegjelöléseként.